# Искусства (журнал)
«Иску́сства» — русский журнал, выпускавшийся в 1860 году в Санкт-Петербурге.

## История
Журнал театра, музыки, живописи, скульптуры, архитектуры и словесности «Искусства» выходил в Санкт-Петербурге с сентября по декабрь 1860 года с периодичностью 2 раза в месяц. Всего было выпущено 6 номеров.
В журнале помещались популярные статьи о творчестве композиторов, артистов, художников, биографии, рассказы о людях искусства, велась театральная и художественная хроника. Журнал выступали в защиту русского оперного и драматического репертуара.
Литературным и театральным отделами заведовал А. Ф. Писемский, музыкальным — А. Н. Серов, поместивший здесь статьи «Воспоминания о М. И. Глинке» и «Рихард Вагнер», отделом изобразительного искусства — П. Н. Петров.
Кроме указанных сотрудников, в журнале принимали участие А. И. Сомов, П. М. Шпилевский, Е. Н. Эдельсон и другие.